# Macrogynoplax geijskesii
Macrogynoplax geijskesii är en bäcksländeart som beskrevs av Peter Zwick 1989. Macrogynoplax geijskesii ingår i släktet Macrogynoplax och familjen jättebäcksländor. Inga underarter finns listade i Catalogue of Life.